# Nez noir du Valais
Le nez noir du Valais, en allemand Walliser Schwarznasenschaf est une race ovine suisse, originaire du canton du Valais et élevée à deux fins, pour la laine et pour la chair.

## Histoire
Les premières mentions de la race remontent à 1400. Elle a été officiellement reconnue en 1962. Il descendrait du mouton de Vispertal (Viège), aujourd'hui disparu. L'un des élevages le plus importants de cette race se trouve à Zermatt. Cette race est la seule race ovine à cornes de Suisse avec le mouton Roux du Valais.

## Description
Comme son nom le suggère, le nez noir du Valais est un mouton blanc à la face noire. Cette couleur noire se retrouve au milieu de la tête, du nez au contour des yeux. Les oreilles sont noires. Elle est également visible aux chevilles, genoux parfois sur la queue, dans ce cas uniquement pour les brebis. Elle a les sabots noirs. Les deux sexes ont des cornes hélicoïdales ou en spirale. Sa laine est longue et fort épaisse aussi bien sur la tête que sur le corps et les pattes.

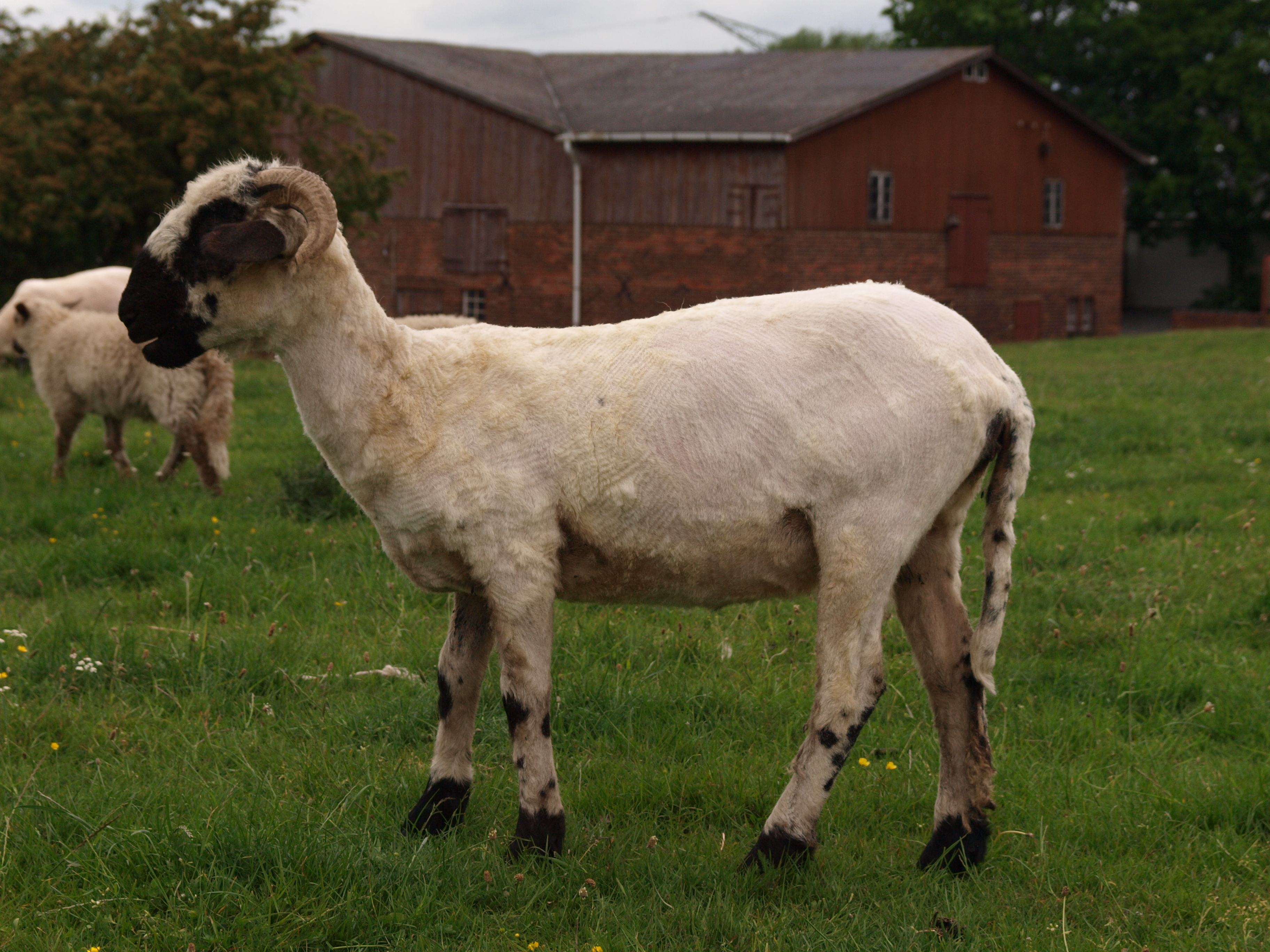
Femelle après la tonte
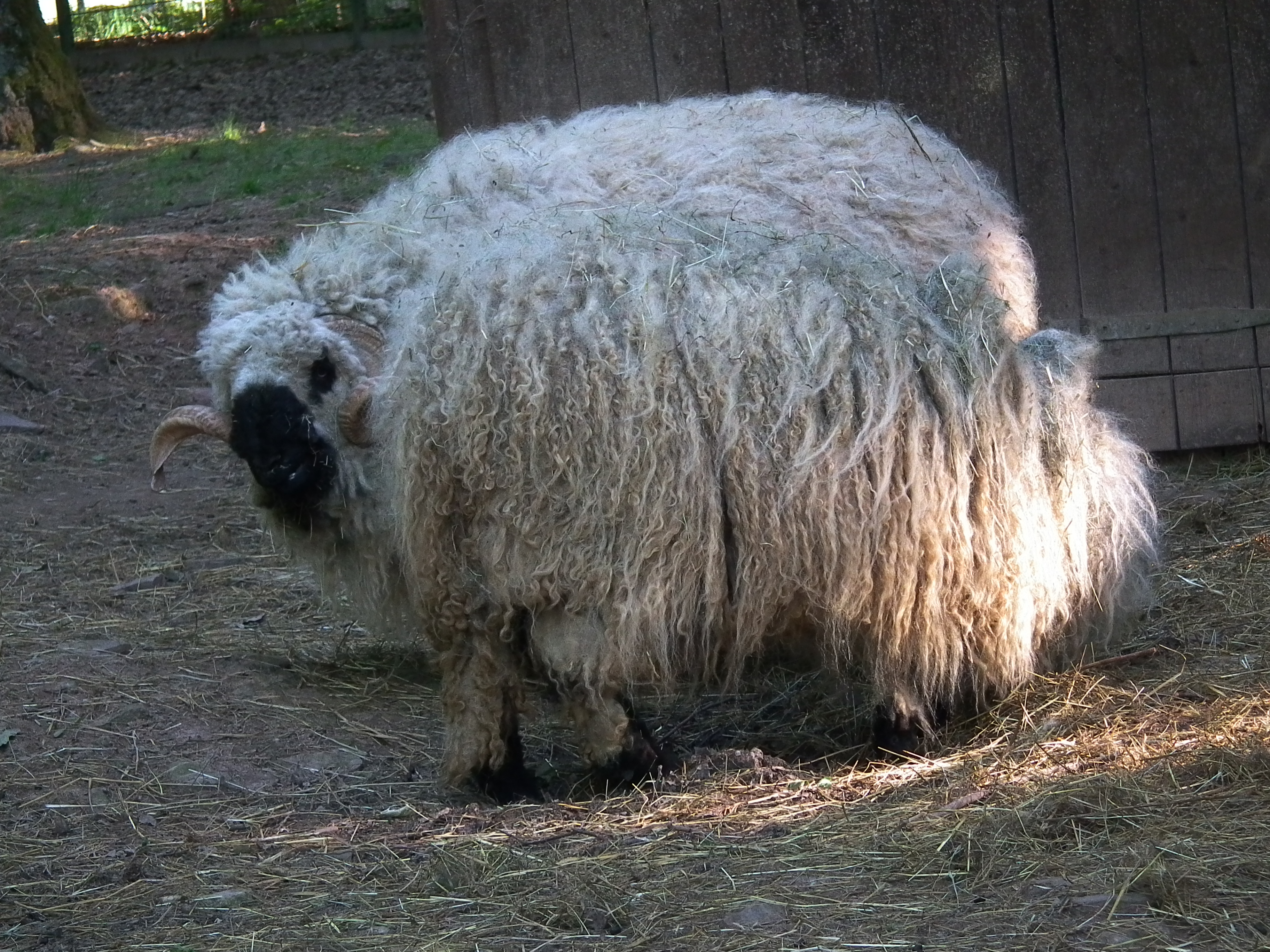
Brebis au parc de Pforzheim
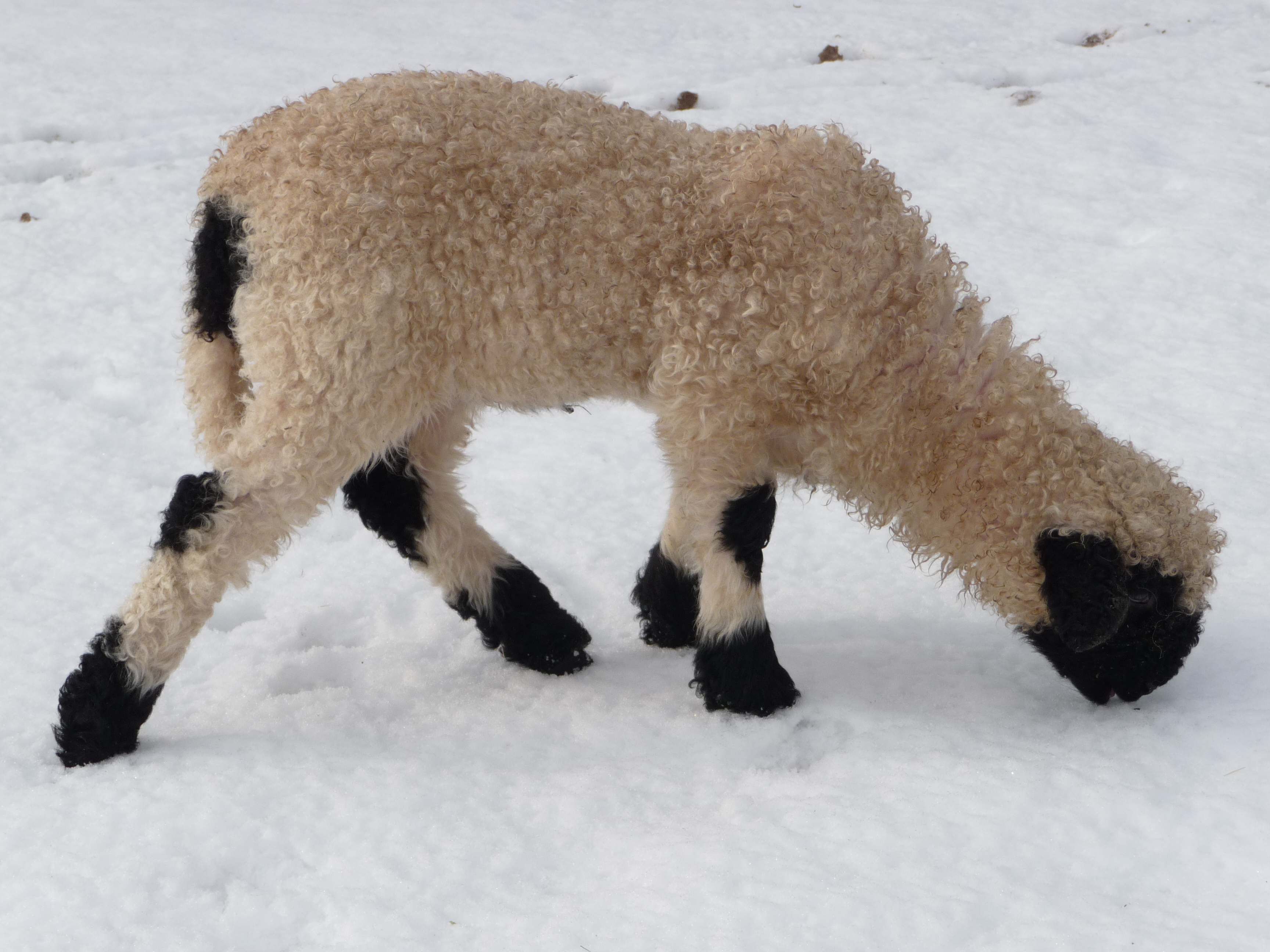
Agneau de dix jours

Il s'agit d'un mouton plutôt grand et robuste au physique symétrique et harmonieux. À partir de deux ans, les brebis pèsent entre 70 et 90 kilogrammes et les béliers entre 80 et 125kilogrammes et toisent en moyenne entre 75 et 83 centimètres, tandis que les brebis mesurent entre 72 et 78 centimètres. Le nez noir du Valais possède un cou musclé et court, un front et une mâchoire large avec des oreilles moyennes et un nez busqué. Sa poitrine est large ainsi que son garrot. Il présente un dos droit et long, bien large, et une masse bien musclée avec de bonnes nervures. Il a les membres solides et une structure osseuse solide. Sa laine met cinq à six mois pour pousser jusqu'à dix centimètres. Il doit être tondu deux fois par an et donne quatre kilogrammes de laine en moyenne. Il est difficile de distinguer les mâles des femelles en apparence. Grâce à sa constitution forte et à sa laine épaisse, il s'adapte très bien aux conditions climatiques rigoureuses.